# Thembinkosi Fanteni
Lawley Thembinkosi Fanteni (ur. 2 lutego 1984 w Kapsztadzie) – południowoafrykański piłkarz grający na pozycji napastnika.

## Kariera klubowa
Karierę piłkarską Fanteni rozpoczął w klubie Mother City. W 2002 roku zadebiutował w trzeciej lidze RPA i w tym klubie wykazywał się wysoką skutecznością przez 2,5 roku zdobywając 75 goli w rozegranych 72 spotkaniach ligowych. W trakcie sezonu 2004/2005 odszedł do Ajaksu Kapsztad i wtedy też zaczął występować w Premier Soccer League, czyli pierwszej lidze RPA. W sezonie 2006/2007 wywalczył swój jedyny większy sukces z Ajaksem, gdy wywalczył Nedbank Cup, będący krajowym pucharem RPA. W Ajaksie do końca 2007 roku wystąpił w 67 spotkaniach i zdobył 27 goli.
Na początku 2008 roku Fanteni trafił do Izraela i został piłkarzem klubu Maccabi Hajfa, w którym zaczął występować wraz z rodakiem Tsepo Masilelą. W sezonie 2007/2008 zdobył 6 goli w lidze, a Maccabi zajęło 6. miejsce w pierwszej lidze. W sezonie 2008/2009 strzelił 11 bramek w lidze będąc najlepszym strzelcem Maccabi, które wywalczyło mistrzostwo Izraela.
| Sezon   | Klub          | Kraj              | Rozgrywki             | Mecze | Bramki |
| ------- | ------------- | ----------------- | --------------------- | ----- | ------ |
| 2002/03 | Mother City   | Południowa Afryka | III liga              | 29    | 17     |
| 2003/04 | Mother City   | Południowa Afryka | III liga              | 33    | 37     |
| 2004/05 | Mother City   | Południowa Afryka | III liga              | 20    | 21     |
| 2004/05 | Ajax Kapsztad | Południowa Afryka | Premier Soccer League | 14    | 5      |
| 2005/06 | Ajax Kapsztad | Południowa Afryka | Premier Soccer League | 17    | 4      |
| 2006/07 | Ajax Kapsztad | Południowa Afryka | Premier Soccer League | 23    | 11     |
| 2007/08 | Ajax Kapsztad | Południowa Afryka | Premier Soccer League | 13    | 7      |
| 2007/08 | Maccabi Hajfa | Izrael            | Ligat ha’Al           | 14    | 6      |
| 2008/09 | Maccabi Hajfa | Izrael            | Ligat ha’Al           | 30    | 11     |

## Kariera reprezentacyjna
W reprezentacji RPA Fanteni zadebiutował w 2007 roku. W 2008 roku został powołany przez Carlosa Alberto Parreirę do kadry na Puchar Narodów Afryki 2008. Tam wystąpił we dwóch spotkaniach: z Angolą (1:1) i z Tunezją (1:3). Pierwszą bramkę w kadrze narodowej strzelił 7 czerwca 2008 w spotkaniu z Gwineą Równikową (4:1), rozegranym w ramach eliminacji do Pucharu Narodów Afryki 2010. W 2009 roku selekcjoner Joel Santana powołał go na Puchar Konfederacji 2009.